# Girl's Secret
Girl's Secret®（ガールズシークレット）は、2017年に設立されたプロダクション兼アパレルブランド。デジダルコンテンツモデルを育成するプロダクションとして2016年に神戸で発足。アパレルブランドGirl's Secret®として婦人靴の販売を開始。

## 概要と沿革
- 2016年7月 デジタルコンテンツモデル育成プロダクションとして開設。
- 2016年11月 プロダクションが立ち上げる、アパレルブランドハイヒールプロジェクト開始。
- 2017年2月 神戸市長田区の製造会社OZ会長の新井へプロトタイプ製作依頼
- 2017年4月 運営会社「株式会社STAR STUDS」設立
- 2017年5月 デザイン画に基づき、ハイヒールの試作品が完成
- 2017年8月 強度テストに合格し、スタンダードモデル、ANZY85、ANZY100、EMILY85、EMILY100 を商品化
- 2018年5月 ブランドシンボルとしてソールのキスマークが特許庁に意匠登録される
- 2018年8月 仮想ライブ空間SHOWROOMにてANZY専属モデルオーディション開催
- 2018年11月 『JJ』2019年1月号 にANZY100を全頁広告
- 2018年12月 LINE LIVEイベントとしてGirl's Secretハイヒール獲得イベント開催
- 2018年12月 新作プラットフォームパンプスを発表
- 2019年2月 Girl's Secret Tシャツがデザイン意匠権を取得
- 2019年2月 ガールズシークレット東京・札幌 運営開始
- 2019年2月 Girl’s Secret × LINE LIVE 小悪魔ageha掲載イベント開催
- 2019年3月 『らむめろ』がアンバサダーに就任
- 2019年3月 MELISSA120専属モデルにティックトッカーの南斗最後のユリアを起用
- 2019年4月 プラットフォームパンプスMELISSA120 デビュー
- 2019年5月 『小悪魔ageha』2019年5月号 にMELISSA120を全頁広告
- 2019年5月 元E-girls 『MIMU』がアンバサダーに就任

### Girl's Secret®
10代から50代まで、ハイヒールを履き続ける女性向けにヨーロッパのハイブランドをオマージュ。ポインテッドトゥパンプスのANZY・ラウンドトゥパンプスのEMILYなど、段階的に7シリーズのスタンダードモデルを展開。着想は、マリリン・モンローの言葉『ふさわしい靴を与えれば女の子は世界を征服することだってできる』。